# 早坂久兵衛
早坂 久兵衛（はやさか きゅうべい、Irenaeus Kyūbei Hayasaka、1888年12月16日 - 1946年1月6日）は、日本および朝鮮のカトリック聖職者で、洗礼名は「イレネウス」。カトリック仙台教区の教会の主任司祭を務め、1942年に朝鮮の第3代大邱使徒座代理区長の座に着き、戦後に代理区長を辞任して大邱に留まっている間に亡くなった。日本人初の司教となった早坂久之助の実弟である。

## 生涯
1888年12月16日に宮城県仙台市で生まれ、1898年3月仙台市元寺小路尋常小学校に通い、1902年3月に仙台市東二番町高等小学校を卒業し、1907年3月に東北中学校を卒業。1907年9月、第二高等学校に入学。1910年6月、第二高等学校文科を卒業した。
1910年11月、イタリアローマ市のプロパガンダ大学に入学し、1915年5月29日にプロパガンダ大学で哲学および神学博士の学位を取得し、その後司祭に叙階された。日本帰国後の1915年8月に仙台のカトリック教会で働き、1916年6月に宮城県大河原カトリック教会主任司祭となり、1923年6月に仙台市元寺小路カトリック教会で働いた。1927年3月に仙台市角五郎町カトリック教会主任、1931年9月に岩手県盛岡カトリック教会主任、そして1940年6月に仙台市畳屋町カトリック教会主任となっている。1941年12月にはカトリック仙台教区の会計を担当した。1942年1月、仙台教区長および仙台市畳屋町カトリック教会主管者代理を兼務した。
1942年8月30日、朝鮮のカトリック大邱使徒座代理区長に任命され、同年10月8日に大邱区赴任。同年10月25日、大邱使徒座代理区長の任につき、同年11月10日司教に任命されて、同年12月25日に司教叙階を受けた。1945年の日本敗戦後に代理区長を辞任し、朝鮮に留まっている間の1946年1月6日、大邱の修道院の病院で亡くなり、大邱の聖職者墓地に葬られた。